# Valérie Delvaux
Valérie Delvaux (ur. 4 stycznia 1967) – francuska zapaśniczka walcząca w stylu wolnym. Złota medalistka mistrzostw Europy w 1988 roku.